# 귀귀 갤러리
귀귀 갤러리는 귀귀가 2012년 2월부터 야후카툰세상에 연재하고 있는 웹툰이다. 귀귀 갤러리는 해당 그림의 에피소드를 소개하는 만화를 먼저 그린 뒤 그 이후에 해당그림을 싣는 내용의 웹툰으로 해당그림은 실제로 50~200만원 사이의 금액으로 거래된다.
현재 귀귀 갤러리에 올라온 귀귀의 작품은 다음과 같다.
- 담배피는 소년(32cm*41cm) : 51만 5천원
- 기린(38cm*46cm) : 77만 7천원
- 다홍치마 소녀(45.5cm*53cm) : 188만 3천원
- 빵을 좋아하는 소년(32cm*41cm) : 99만 3천원
- 티라노 사우루스 : 119만 3천원
- 모기잡는 사람 : 102만 3천원
- 마이애미 : 99만 3천원
- 사랑의 미로떡 : 404만 3천원
- 초코파이와 레몬에이드 : 38만 3천원

현재 귀귀 갤러리는 언론과 사람들의 비난으로 막을 내렸지만, 귀귀랜드에서 성인 인증 시스템을 이용하면서 다시 부활하였다.

## 같이 보기
- 귀귀랜드